# Knooppunt Amstel
Het Knooppunt Amstel ligt aan de zuidkant van Amsterdam, nabij de Amstel en is een Nederlands verkeersknooppunt voor de aansluiting van de autosnelwegen A2 en A10. Het knooppunt is een onvolledige klaverturbine met één klaverblad en twee turbinebogen. Vanuit de S110 is het niet mogelijk om de A10 richting Schiphol op te rijden en omgekeerd. Verkeer in deze richtingen gebruikt de toe- en afrit nabij het RAI-complex.
In 1981 is het eerste deel van dit knooppunt geopend, met de naam Knooppunt Duivendrecht. Met de voltooiing van de Ringweg Amsterdam in 1990 werd het knooppunt in zijn huidige vorm opgeleverd en kreeg het de huidige naam Knooppunt Amstel.

## Richtingen knooppunt
| Aansluitende wegen              | Aansluitende wegen | Aansluitende wegen                                   | Aansluitende wegen | Aansluitende wegen |
| ------------------------------- | ------------------ | ---------------------------------------------------- | ------------------ | ------------------ |
| Rozenoordbrug ringweg Amsterdam |                    | Nieuwe Utrechtseweg richting Amsterdam-Rivierenbuurt |                    | ringweg Amsterdam  |
|                                 |                    |                                                      |                    |                    |
|                                 |                    |                                                      |                    |                    |
|                                 |                    |                                                      |                    |                    |
|                                 |                    | richting Utrecht / Eindhoven / Maastricht            |                    |                    |

Ringweg A10 (Ringweg-West, -Noord / -Oost / -Zuid)

Overige autosnelwegen:
voorheen Muiderstraatweg (A1) · 
Utrechtseweg (A2) · 
Haagseweg (A4) · 
Westrandweg (A5) · 
Coentunnelweg (A8) ·
Gaasperdammerweg (A9)

Stadsroutes:
S100 ·
S101 ·
S102 ·
S103 ·
S104 ·
S105 ·
S106 ·
S107 ·
S108 ·
S109 ·
S110 ·
S111 ·
S112 ·
S113 ·
S114 ·
S115 ·
S116 ·
S117 ·
S118

Overige wegen:
Gooiseweg ·
Haarlemmerweg ·
Nieuwe Leeuwarderweg ·
Nieuwe Utrechtseweg

Knooppunten:
Amstel ·
Coenplein ·
De Nieuwe Meer ·
Holendrecht ·
Watergraafsmeer
Almere · Amstel · Arnestein · Assen · Azelo · Badhoevedorp · Bankhoef · Batadorp · Beekbergen · Benelux · Beverwijk · Bodegraven ·  Boterdiep ·  Buren · Burgerveen · Coenplein · De Baars · De Hoek · De Hogt · De Nieuwe Meer · De Poel · De Punt · De Stok · Deil · Diemen · Drachten · Drie Klauwen · Eemnes · Ekkersweijer · Emmeloord · Empel · Euvelgunne · Everdingen · Ewijk · Galder · Gooimeer · Gorinchem · Gouwe · Grijsoord · Hattemerbroek · Heerenveen · Hellegatsplein · Het Vonderen · Hintham · Hoevelaken · Hofvliet · Holendrecht · Holsloot · Hoogeveen · Hooipolder · IJmuiden (niet officieel) · Joure · Julianaplein · Kerensheide · Kethelplein · Klaverpolder · Kleinpolderplein · Kooimeer · Kruisdonk · Kunderberg · Lankhorst · Leenderheide · Lunetten · Maanderbroek · Markiezaat · Muiderberg · Neerbosch · Noordhoek · Ommedijk · Oud-Dijk · Oudenrijn · Paalgraven · Princeville · Prins Clausplein · Raasdorp ·  Reitdiep ·  Ressen · Ridderkerk · Rijkevoort · Rijnsweerd · Rottepolderplein · Rozenburg · Sabina · Sint-Annabosch · Stelleplas · Slufter · Ten Esschen · Terbregseplein · Tiglia · Vaanplein · Valburg · Velperbroek · Velsen · Vlaardingen · Vrijheidsplein · Vught · Waterberg · Watergraafsmeer · Werpsterhoek · Westerlee · Ypenburg · Zaandam · Zaarderheiken · Zonzeel · Zoomland · Zuidbroek · Zurich

Geplande knooppunten:
De Liemers · Harnasch · Zestienhoven

Voormalige knooppunten:
Bocholtz · Ekkersrijt · Europaplein (Groningen) · Europaplein (Maastricht) · Lindenholt